# A Yu-Gi-Oh! Duel Monsters epizódjainak listája (1. évad)
Ez a lista Takahasi Kazuki Yu-Gi-Oh! című mangájának második animesorozatának, első évadának tartalmát írja le. Az anime első részét 2000. április 18-án vetítette a TV Tokyo, három nagy részre osztva.
Mutou Jugi és barátai részt vesznek a Duelist Kingdom bajnokságon – miután Jugi nagyapja lelkét ellopta Pegazus J. Crawford, – hogy Pegazus legyőzésével visszaszerezzék Jugi nagyapja lelkét, csak hogy időközben a Kaiba testvérek ellopott lelkeiért is harcol Jugi. Dzsonoucsi Kacuja a pénzösszeg miatt vesz részt, hogy segítsen a húgán, Sizukán, de csak Jugi egyik csillagzsetonjával tud a hajóra, majd a szigetre jutni.

## Cselekmény

### Kezdetben
Az anime kezdetében, a Domino City gimnáziumban Mutou Jugi és Dzsonoucsi Kacuja elfoglaltságkép párbajoznak egymás ellen, s Jugi nyer. Felemlíti, hogy a nagyapjának van egy játékboltja, s onnan szerezz jó kártyákat, s hogy van egy ritka szuper kártyája. Ez eljut Kaiba Szeto fülébe is, akinek szintén felkelti az érdeklődését. A négy jó barát el is megy, majd Kaiba Szeto is, aki viszont követeli a kártyát (ami a Blue Eyes White Dragon), de Szugoroku nem adja. Másnap Szeto elraboltatja Szugorokut és párbajra hívja, hogy magáénak tudhassa a lapot. Jugiékat értesítve a Kaiba Vállalathoz mennek. Szeto kihívja párbajra Jugit, miután széttépte a kártyalapot. Szugoroku átadja a pakliját, Anzu és Hiroto kórházba viszik, míg Kacuja ott marad. A párbaj nem hoz sok szerencsét kezdetben Juginak, míg az Exodia lapjai nem kerülnek hozzá, s győzi le végül Szetot.
Következőleg Jugi szeretne jobb párbajozót faragni Kacujából, ezért elviszi a nagyapjához, hogy tanítsa. a bolt falán megpillantják a Duelist ingdom bajnokság megrendezését. A tévében figyelemmel kísérik az Insector Haga – Dinosaur Rjuzaki párbajt, amit Haga nyer, a trofeát személyesen Pegazus J. Crawford ad át, s hívja meg a versenyére. Jugi kap egy csomagot a verseny előtt, amiben egy videókazetta, két csillagzseton és egy párbaj kesztyű van. A kazettán keresztül párbajozik időre Pegazus ellen, amit Pegazus nyer, majd ellopja Szugoroku lelkét. Másnap este Jugi egy borítékot talál a bolt ajtajában, amiben meghívó van a Duelist Kingdom versenyre. Kacuja a pénzösszeg miatt szeretne menni, de csillagzseton nélkül nem tud feljutni, így Jugi az egyiket neki adja. A hajóra Anzu és Hiroto felszökik, ők ketten azonban Bakura Rjo-t észreveszik, majd Anzu a szigeten.

### A Duelist Kingdom-sziget versenye
bővebben: A Yu-Gi-Oh! Duel Monsters helyszíneinek listája
bővebben: A Duelist Kingdom-sziget versenyének szabályai
A verseny megkezdettével Jugi Haga ellen párbajozik, hogy legyőzhesse azért, amiért az Exodia lapjait a tengerbe dobta. Jugi nehéz helyzetbe kerül, majdnem veszít, de végül megfordítja a párbajt, s legyőzi Hagát. A csillagzsetonjai Jugi-hoz kerül, a kesztyűjét Kacuja veszi át. Ezután Kacuja párbajozik Kudzsaku Mai ellen, akit legyőz, s megszerez egy csillagzsetont, mivel Kacuja eggyel kezdett. Ezután Jugi egy Kadzsi Rjota nevű párbajozó ellen nyer, kettő csillagzsetont szerezve.
Pegazus – hogy megszerezze Kaiba Szeto bukása után a vállalatát – elraboltatta Mokubát, akire Szeto rábízta a vállalat adatait, s hogy elvegye tőle. Mokuba nem adta át, sikerült megszöknie, majd elindult Jugit megkeresni, hogy megbosszulja a bátyját. Egy fiútól ellopta pakliját, a kesztyűjét és a zsetonjait. Jugi párbajozik is Mokuba ellen, de csak a párbaj alatt tudja meg, hogy ki ellen is párbajozik. Amikor próbálná ráébreszteni Mokubát, hogy a testvére csak időt akar kapni, hogy újra önmaga legyen, segít neki. Kéri, hogy adja vissza a srácnak a pakliját, de mire visszaérnek a kikötő részhez, már elindult a csónak. Pegazus testőre, Szaruvatari várta őket, de hazudott nekik. Amikor Mokuba felmutatja a fiú csillagzsetonjait – amiből kettő Jugié –, Szaruvatari kiüti a fiú kezéből mindet s a tengerbe repülnek, majd elkapja Mokubát. Jugi párbajra hívja a testőrt, de ő nem vállalja, hanem kerít neki egy ellenfelet.
Eközben Kaiba Szeto egy kis házban szereli a Duel Disk-et, s azon töri a fejét, hogyan volt képes Jugi legyőzni. Két újabb testőr fegyverrel parancsolja, hogy menjen velük, de ellenáll, s elszökik a paklija nélkül, amiből kiveszik a három Blue Eyes White Dragont. A két testőr lebélyegzi, hogy Szeto öngyilkosságot követett el azáltal, hogy az ablakon keresztül ugrott ki. Jugi egy hamísitott Kaiba Szeto ellen párbajozik, de amikor veszélybe kerül a párbajban a Hósárkányok miatt, Pegazus rendszerébe belépve segíti az igazi Kaiba Szeto. Azonban Szeto hamar lebukik, s menekülnie kell, Jugi pedig megnyeri a párbajt, majd elrakja Szeto pakliját. Mokubát azonban elrabolja Szaruvatari, később pedig nem találják.
Dinosaur Rjuzaki párbajra hívja Kudzsaku Mait, de a lány ajánlani tud egy jobb ellenfelet: Dzsonoucsi Kacuját, aki már korábban legyőzte. Kacuja párbajozik is Rjuzakival, de előtte összeverekedett majdnem Hirotoval, aki pedig nem figyeli a párbajt. Hiroto és a barátok biztatásával végül Rjuzaki veszít, elveszítve a csillagzsetonokat és a Red Eyes Black Dragon kártyát, amit már Kacuja tudhat a magáénak.
Az első nap estéjén Mai csatlakozik a kis csapat társaságába, majd amikor levegőzni indul, elkapja egy párbajozó. A kis csapathoz később Bakura érkezik meg. Megkéri a beszélgetés alatt, válasszák ki a kedvenc lapjukat, majd tegyék minden Jugi paklijába, de ekkor mutatkozik meg Bakura gonosz énje, majd csapdába ejti Jugiékat. Magához venné Jugi kirakósát, de Atem előjön, s párbajozik Bakura ellen. A párbajban a barátai kedvenc lapjaik a barátok alakjában mutatkoznak, s amelyik barát a temetőben végzi, annak a lelke megszűnik, s meghal. Atem ezt nem hagyva legyőzi végül Bakurát. s megmenti a barátait. Mai-t legyőzi elrablója, elvéve tőle az összes csillagzsetont, de Jugi visszaszerzi.
Kaiba Szeto megtudta, hogy testvérét elkapta Pegazus, ezért a helikopterével a szigetre megy, hogy kiszabadítsa. Találkozik Jugiékkal, visszakapja a pakliját, de Kacuja önfejűsége és makacssága miatt nem tud tovább menni, míg nem párbajoznak. Az általa készített Duel Disk-kel párbajoznak is, legyőzve Kacuját, aztán megy tovább.
A második napon Kacuját elrabolják, egy barlangba vonszolják. Jugiék nem találják, azonban találnak egy fényképet Kacuja húgáról. Kacuja egy Kocuzuka nevű párbajozó ellen párbajozik, aki Zombi típusú lapokat vett be, de Bandith Keith Howard segíti, mégis Kacuja nyer, bezsebelve négy csillagzsetont, így már nyolc van neki. Amikor kimennének a barlangból, Keith és társai egy nagy kővel eltorlaszolják a bejáratot, így másik kijáratot kell találnia Jugiéknak. Keith egyedül indul a palotába, míg Jugiék Bakura ikonjának segítségével másik járatot találnak, míg egy terembe nem jutnak, ahol a Meikyuu testvéreket kell legyőzniük a labirintusukban. A párbaj alatt Kaiba Szeto bejut a palotába Szaruvatari segítségével, de csapdába ejti, Szetonak így egyedül kell megkeresnie testvérét, de át kell jutnia az őrségen. A párbajnál Jugi és Kacuja nyer a testvérek ellen, s kijutnak a szabadba. Szeti eljut testvéréhez, de Pegazus is megérkezik, aki elveszi Mokuba lelkét az Ezeréves Szemmel. Szeto párbajra akarja hívni, de Pegazus arra utasítja, hogyha párbajozni szeretne ellene, Jugit kell legyőznie.
Jugiék bemennének a palotába, de Szeto elállja az útjukat, s párbajra hívja Jugit. Jugi végül elfogadja. A párbaj szorosan zajlik le, hol Jugi, hol Szeto van előnyben. Amikor Szeto reménytelenek lát mindent, s majdnem feladja testvére kiszabadítását, öngyilkosságot akar elkövetni. Jugi nem habozik, kész támadni Szeto Hósárkányára, de a támadását Anzu állítja el, s Jugi veszít, elveszítve a feltett csillagzsetonokat, így Szeto bejut a palotába. Jugi kesereg a veszteség miatt, s még Mai is kioktatja. A nagy száját Anzu párbajra való kihívása hallgattatja el, amit elfogad. A párbajt Anzu nyeri, szerezve csillagzsetonokat Juginak, s bejutnak a palotába.
A palotába jutva találkoznak Keith-el, majd figyelemmel kísérik Szeto és Pegazus párbaját, amit Pegazus nyer, Szeto lelkét is elveszi. A négy tovább jutottnak megszavazzák, ki-ki ellen párbajozik (Jugi-Mai, Kacuja-Keith), majd az éjszaka folyamán nagy lesz a nyüzsgés. Jugi nagyapja hangját hallva megtalálja a Kaiba testvérekkel együtt, Mai stratégiát dolgoz ki, Keith az álmában beszélő Kacuja igazoló kártyáját ellopja, hogy ne tudjon ellene küzdeni. Bakura, Hiroto és Anzu próbálják kinyomozni, Pegazus hogyan is győzte le Szetot. Feljutnak a férfi magánterületére, aki megbünteti őket.
A párbaj elődöntőjének napján Jugi Mai ellen küzd, de Mai reménytelenek látszó helyzete után feladja a párbajt. Kacuja és Keith párbaján az amerikai csal, amit Pegazus rögtön kiszúr. Kacuja legyőzi végül, aki a testőrök fogságából kiszabadulva, fegyvert tartva Pegazusra követeli a pénzösszeget, de kicselezi Pegazus. A döntőben Jugi és Kacuja párbajozik, amit Jugi nyer.
Ezután következik a mindent eldöntő végső párbaj: Mutou Jugi vs. Pegazus J. Crawford.
A párbajban Pegazus szerez többször előnyt, mivel kiolvassa Jugi fejéből, mikor milyen lapot akar rakni és milyen kombinációt készül bevetni. A párbajt az Árnybirodalomban fejezik be, Jugi győzelmével. A párbaj alatt a többiek Mokubát kiszabadítva menekítik, de a testőrségbe botlanak. Bakura Hirototól követeli Mokuba testét, de túl jár az eszén. A párbaj után Pegazus elengedi a foglyul ejtett lelkeket, majd Bakura elveszi tőle az Ezeréves Szemet. Megkapják a pénzösszeget és a díjat, majd a Kaiba testvérekkel elhagyják a szigetet.

### A verseny után
A városba visszatérve kihozzák Jugi nagyapját a kórházból, majd amikor mennek haza, találkoznak egy Amerikából érkezett, Rebecca Hopkins nevű tizenkét éves lánnyal, aki Szugorokutól követeli vissza a Blue Eyes White Dragont, amit ellopott a nagyapjától. Jugi párbajozik ellene, de a párbajt végül Jugi feladja. Rebecca haragra gerjed, de megérkezik a nagyapja is, akiről kiderül, hogy Jugi nagyapjával jó barátok.
Kaiba Szeto kirúgja a vállalat igazgatóit, de azok csapdába ejtik a virtuális világba, majd Mokubát is el akarják kapni, de sikerül megszöknie, magával véve testvére pakliját. Nem tud kihez fordulni, így Jugiékat kéri segítségül, mivel már segített nekik korábban. Jugi, Kacuja és Mokuba belépnek a virtuális világba, s elindulnak megkeresni Szetot. Találkoznak Kudzsaku Mai-al, aki velük tart a kaland során. Egy ősi repülőszerkezettel sikerül feljutniuk egy égi kastélyba, ahol fogva tartják Szetot, s már Mokubát, de a testvéreknek sikerült kiszabadulniuk, majd Jugiékkal párbajozni az Ötfejű Sárkánnyal. A párbajban végül Atem és Szeto marad, akik közösen győzik le végül a szörnyet, majd térnek vissza a világukba mindannyian.
Otogi Rjudzsi népszerű a lányok körében, ami miatt Kacuja párbajra hívja. Rjudzsi saját játéktermében párbajoznak, azzal a feltétellel, hogyha Kacuja veszít, egy hétig a kutyájának kell lennie. Veszít is Kacuja, de azután Atem Rjudzsi saját játékában párbajoznak, amiben végül legyőzi. Aztán jó barátok lesznek.

## Epizódok
Az epizódok címeit és bemutatóját csak az eredeti, japán verzióját sorolja fel.
| Epizód szám | Epizód cím                                                       | Epizód premier       |
| ----------- | ---------------------------------------------------------------- | -------------------- |
| 1           | The Terrifying Blue-Eyes White Dragon                            | 2000. április 18.    |
| 2           | The Trap of Illusionist No Face                                  | 2000. április 25.    |
| 3           | The Lost Exodia                                                  | 2000. május 5.       |
| 4           | Insector Combo                                                   | 2000. május 9.       |
| 5           | The Ultimate Complete Appearance – Great Moth                    | 2000. május 16.      |
| 6           | The Beautiful Harpy Lady                                         | 2000. május 23.      |
| 7           | Sea God Leviathan                                                | 2000. május 30.      |
| 8           | The Stolen Blue Eyes White Dragon                                | 2000. június 6.      |
| 9           | Back from the Dead! Magical Silk Hat                             | 2000. június 13.     |
| 10          | Blue Eyes White Dragon Strikes Back                              | 2000. június 20.     |
| 11          | Friendship Power! Barbarian #1 & #2                              | 2000. június 27.     |
| 12          | Dark Fire! Red Eyes Black Dragon                                 | 2000. július 4.      |
| 13          | Trap of the Metamorpot! Flame Swordsman in Danger                | 2000. július 11.     |
| 14          | A Duel of Darkness! The Castle that Disappears into The Darkness | 2000. július 25.     |
| 15          | Cut through the Darkness! Sealing Swords of Light                | 2000. augusztus 1.   |
| 16          | Clash! Blue Eyes VS. Red Eyes                                    | 2000. augusztus 8.   |
| 17          | Terror! Call of the Living Dead                                  | 2000. augusztus 15.  |
| 18          | Shield in the Right Hand, Sword in the Left Hand                 | 2000. augusztus 22.  |
| 19          | Tag-Duel in the Labyrinth                                        | 2000. augusztus 29.  |
| 20          | Fusion of Three Gods! Gate Guardian                              | 2000. szeptember 5.  |
| 21          | Evil Dragon! Black Demons Dragon                                 | 2000. szeptember 12. |
| 22          | The Destined Duel! Yugi vs. Kaiba                                | 2000. szeptember 19. |
| 23          | Strongest! Splendid! Blue Eyes Ultimate Dragon                   | 2000. szeptember 26. |
| 24          | Multiplying Kuribo! The Shocking Conclusion                      | 2000. október 3.     |
| 25          | A Duel of Tears! Friendship                                      | 2000. október 10.    |
| 26          | Save Mokuba! Kaiba vs. Pegasus                                   | 2000. október 17.    |
| 27          | Kaiba Falters! The Invincible Toon World                         | 2000. október 24.    |
| 28          | The Night Before the Finals! Pegasus' Secret                     | 2000. október 31.    |
| 29          | A Desperate Situation! Seductive Shadow                          | 2000. november 7.    |
| 30          | The Ultimate Legendary Soldier – Chaos Soldier Descends          | 2000. november 14.   |
| 31          | Cruel – Heavy Metal Deck                                         | 2000. november 21.   |
| 32          | Travel Through Time! Red Eyes Black Metal Dragon                 | 2000. november 28.   |
| 33          | Finals of Friendship! – Yugi vs. Jonouchi (Part 1)               | 2000. december 5.    |
| 34          | Finals of Friendship! – Yugi vs. Jonouchi (Part 2)               | 2000. december 12.   |
| 35          | Final Duel! Yugi vs. Pegasus                                     | 2000. december 19.   |
| 36          | Attacks Useless!? The Invincible Army of Toons                   | 2000. december 26.   |
| 37          | Counterattack Begins! Mind Shuffle                               | 2001. január 9.      |
| 38          | The Dark Eye Activates – Sacrifice                               | 2001. január 16.     |
| 39          | Fusion of Light and Darkness – Black Chaos Descends              | 2001. január 23.     |
| 40          | King of Duelists                                                 | 2001. január 30.     |
| 41          | The Girl from America                                            | 2001. február 6.     |
| 42          | The All-Powerful Shadow Ghoul                                    | 2001. február 13.    |
| 43          | Big 5's Trap – Duel Monsters Ques                                | 2001. február 20.    |
| 44          | The Legendary Hero – Yugi                                        | 2001. február 27.    |
| 45          | Master of Dragon Knight                                          | 2001. március 6.     |
| 46          | The Mysterious Transfer Student – Ryuji Otogi                    | 2001. március 13.    |
| 47          | Showdown! Dungeon Dice Monsters                                  | 2001. március 20.    |
| 48          | Yugi's Tough Battle – God Orguss's Fierce Assault                | 2001. március 27.    |
| 49          | The Miracle Dimension – The Black Magician is Summoned           | 2001. április 3.     |

### Ellenfelek
| Párbaj | Epizód | Ellenfelek                                    | Győzött                        |
| ------ | ------ | --------------------------------------------- | ------------------------------ |
| 1.     | 1.     | Mutó Jugi Dzsonoucsi Kacuja                   | Mutó Jugi                      |
| 2.     | 1.     | Jami Jugi Kaiba Szeto                         | Jami Jugi                      |
| 3.     | 2.     | Jami Jugi Pegazus J. Crawford                 | Pegazus J. Crawford            |
| 4.     | 4-5.   | Jami Jugi Insector Haga                       | Jami Jugi                      |
| 5.     | 6.     | Dzsonoucsi Kacuja Kudzsaku Mai                | Dzsonoucsi Kacuja              |
| 6.     | 7.     | Jami Jugi Kadzsiki Rjota                      | Jami Jugi                      |
| 7.     | 8.     | Jami Jugi Kaiba Mokuba                        | (érvénytelen)                  |
| 8.     | 8-10.  | Jami Jugi Ghost Kaiba                         | Jami Jugi                      |
| 9.     | 11-12. | Dzsonoucsi Kacuja Dinosaur Rjuzaki            | Dzsonoucsi Kacuja              |
| 10.    | 13     | Jami Jugi Jami Bakura                         | Jami Jugi                      |
| 11.    | 14-15. | Jami Jugi Killer                              | Jami Jugi                      |
| 12.    | 16.    | Dzsonoucsi Kacuja Kaiba Szeto                 | Kaiba Szeto                    |
| 13.    | 17-18  | Dzsonoucsi Kacuja Kocozuka                    | Dzsonoucsi Kacuja              |
| 14.    | 19-21  | Jami Jugi+Dzsonoucsi Kacuja Meikyuu testvérek | Jami Jugi és Dzsonoucsi Kacuja |
| 15.    | 22-24  | Jami Jugi Kaiba Szeto                         | Kaiba Szeto                    |
| 16.    | 25.    | Mazaki Anzu Kudzsaku Mai                      | Mazaki Anzu                    |
| 17.    | 26-27. | Kaiba Szeto Pegazus J. Crawford               | Pegazus J. Crawford            |
| 18.    | 29-30. | Jami Jugi Kudzsaku Mai                        | Jami Jugi                      |
| 19.    | 31-32. | Dzsonoucsi Kacuja Banditk Keith Howard        | Dzsonoucsi Kacuja              |
| 20.    | 33-34. | Jami Jugi Dzsonoucsi Kacuja                   | Jami Jugi                      |
| 21.    | 35-39. | Jami Jugi Pegazus J. Crawford                 | Jami Jugi                      |

### Szereplők ebben az évadban
- Mutó Júgi
- Atem
- Dzsonoucsi Kacuja
- Mazaki Anzu
- Kaiba Szeto
- Kaiba Mokuba
- Muto Szugoroku
- Pegazus J. Crawford
- Insector Haga
- Dinosaur Rjuzaki
- Saruvatari
- Rebecca Hopkins
- Arthur Hopkins
- Dzsonoucsi Sizuka
- Bandith Keith Howard
- Otogi Rjudzsi
- Kudzsaki Mai
- Kadzsiki Rjota
- Rjo Bakura/Jami Bakura
- Shadi
- BIG 5
- Kocuzuka Ghost
- Takaido
- Sateke
- Meikju testvérek
- Player Killer of Darkness
- Mr. Crokkets